# العلاقات السعودية الغرينادية
العلاقات السعودية الغرينادية هي العلاقات الثنائية التي تجمع بين السعودية وغرينادا.

## مقارنة بين البلدين
هذه مقارنة عامة ومرجعية للدولتين:
| وجه المقارنة                                              | السعودية        | غرينادا                                |
| --------------------------------------------------------- | --------------- | -------------------------------------- |
| المساحة (كم2)                                             | 2.25 مليون      | 348                                    |
| عدد السكان (نسمة)                                         | 33.00 مليون     | 107.83 ألف                             |
| الكثافة السكانية (ن./كم²)                                 | 14.67           | 30.99 ألف                              |
| العاصمة                                                   | الرياض، الدرعية | سانت جورجز                             |
| اللغة الرسمية                                             | اللغة العربية   | لغة إنجليزية، إنكليزية غرنادة المولدة ‏ |
| العملة                                                    | ريال سعودي      | دولار شرق الكاريبي                     |
| الناتج المحلي الإجمالي (بليون دولار)                      | 683.83 مليار    | 1.12 مليار                             |
| الناتج المحلي الإجمالي (تعادل القوة الشرائية) بليون دولار | 1.69 تريليون    | 1.45 مليار                             |
| الناتج المحلي الإجمالي الاسمي للفرد دولار أمريكي          | 20.48 ألف       | 9.21 ألف                               |
| الناتج المحلي الإجمالي للفرد دولار أمريكي                 | 52.01 ألف       | 12.43 ألف                              |
| مؤشر التنمية البشرية                                      | 0.837           | 0.750                                  |
| رمز المكالمات الدولي                                      | +966            | +1473                                  |
| رمز الإنترنت                                              | .sa             | .gd                                    |
| المنطقة الزمنية                                           | ت ع م+03:00     | 00                                     |

## منظمات دولية مشتركة
يشترك البلدان في عضوية مجموعة من المنظمات الدولية، منها:
| علم المنظمة | اسم المنظمة                               | تاريخ انضمام السعودية | تاريخ انضمام غرينادا |
| ----------- | ----------------------------------------- | --------------------- | -------------------- |
|             | يونسكو                                    | 4 نوفمبر 1946         | 17 فبراير 1975       |
|             | البنك الدولي للإنشاء والتعمير             | 26 أغسطس 1957         | 27 أغسطس 1975        |
|             | منظمة حظر الأسلحة الكيميائية              | ?                     | ?                    |
|             | الأمم المتحدة                             | 24 أكتوبر 1945        | 17 سبتمبر 1974       |
|             | مؤسسة التمويل الدولية                     | 18 سبتمبر 1962        | 28 أغسطس 1975        |
|             | المركز الدولي لتسوية المنازعات الاستشارية | 7 يونيو 1980          | 23 يونيو 1991        |
|             | وكالة ضمان الاستثمار متعدد الأطراف        | 12 أبريل 1988         | 12 أبريل 1988        |
|             | الاتحاد البريدي العالمي                   | ?                     | ?                    |
|             | مؤسسة التنمية الدولية                     | 30 ديسمبر 1960        | 28 أغسطس 1975        |
|             | منظمة الشرطة الجنائية الدولية             | 13 يونيو 1956         | ?                    |
|             | منظمة التجارة العالمية                    | 11 نوفمبر 2005        | ?                    |
|             | الاتحاد الدولي للاتصالات                  | 7 فبراير 1949         | 17 نوفمبر 1981       |

## وصلات خارجية
- موقع وزارة الخارجية السعودية